# Киро Нацев
Киро Нацев Фетак с псевдоним Милан е югославски партизанин, участник в комунистическата съпротива във Вардарска Македония.

## Биография
Роден е през 1918 година в град Куманово. През 1934 година става член на СКМЮ, а две години по-късно и на ЮКП. През 1941 година се включва в организирането на кумановските партизански отряди. Нацев става политически комисар на Козячкия народоосвободителен партизански отряд. След като отрядът е разбит заминава за Скопие да изпълнява партийни дейности. По-късно става инструктор на Покрайненския комитет на ЮКП за Крушево и Прилеп. Арестуван е при сражение на Прилепския народоосвободителен партизански отряд „Гьорче Петров“ с българската полиция и убит. Провъзгласен е за народен герой на Югославия на 20 декември 1951 година.